# Associação Brasileira de Normas Técnicas
Die Associação Brasileira de Normas Técnicas (ABNT), deutsch Brasilianische Vereinigung für Technische Normen, ist die verantwortliche Institution für technische Normung in Brasilien. Die am 28. September 1940 gegründete Vereinigung ist eine private Organisation ohne Gewinnerzielungsabsicht und handelt im Dienst des Gemeinwohls. Sie hat ihren Sitz in Rio de Janeiro.
Die ABNT ist Gründungsmitglied der  Internationalen Organisation für Normung (ISO), der Panamerikanischen Normenkommission (Comisión Panamericana de Normas Técnicas, COPANT) und der Vereinigung für Normung des Mercosur (Asociación Mercosur de Normalización, AMN). Sie ist der offizielle brasilianische Repräsentant in diesen drei Organisationen und Mitglied der  Internationalen Elektrotechnischen Kommission.
Das brasilianische Normungsinstitut hat inzwischen über 8.500 Normen in portugiesischer Sprache veröffentlicht.